# مطار بيربينيا
مطار بيربينيا هو مطار دولي يخدم مدينة بيربينيا في فرنسا.

## تاريخ
بسبب الحرب في ليبيا، قامت السلطات بتخزين الطائرة الرئاسية الليبية في مطار بيربينيا وذالك لحفظها من الأضرار، الطائرة من نوع إيرباص إيه 340 تشتغل لصالح الحكومة الليبية وهي مرقمة 5A-ONE ومخزنة في المطار منذ عام 2015.